# Viggo Brun

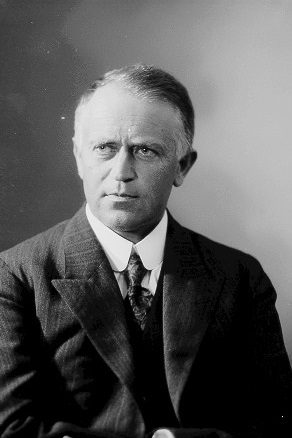

Viggo Brun (13 de octubre de 1885, Lier – 15 de agosto de 1978, Drøbak) fue un matemático Noruego.
Estudió en la Universidad de Oslo y comenzó su carrera investigativa en la Universidad de Gottingen en 1910. En 1923, Brun comenzó trabajó como profesor en Instituto Tecnológico Noruego en Trondheim y en 1946 como profesor en la Universidad de Oslo. Se retiró de las matemáticas en 1955 a la edad de 70.
En 1915, Brun introdujo un nuevo método, basado en la versión de Legendre, de la Criba de Eratóstenes, ahora conocido como la Criba de Brun, el cual trató problemas aditivos como la Conjetura de Goldbach y la Conjetura de los números Primos Gemelos. Brun usó este método para probar que existen infinitos números enteros n tales que n y n+2 tienen al menos nueve factores primos; y que enteros pares muy grandes son suma de dos enteros cada uno con al menos nueve factores primos (9-casi primos). 
Uno de sus resultados más conocidos asegura que la suma de los recíprocos de los primos gemelos converge a un valor, ahora llamado Constante de Brun; en contraste con el hecho que la suma de los recíprocos de los números primos diverge. 
En los años 1919-1920, desarrolló un algoritmo de fracción continua y aplicó esto a los problemas en teoría de música.